# 科尔内柳·帕普拉
科尔内柳·帕普拉（Corneliu Papură，1973年9月5日—），是一名已经退役的罗马尼亚职业足球运动员，曾经代表罗马尼亚国家队参加1994年世界杯足球赛。

## 俱乐部生涯
帕普拉在家乡球队克拉约瓦开始职业足球生涯。1992年6月21日，他在和布加勒斯特迅速的比赛中登场，上演自己联赛的处子秀。而到了1992/93赛季，他已经占据球队主力的位置，并凭借自己的表现入选罗马尼亚国家队。
帕普拉的表现受到法甲球队雷恩的注意。雷恩在1996年签下帕普拉。他在1996/97赛季代表雷恩出场26次，打进2球。但由于伤病原因，他在随后两个赛季只能代表雷恩B队进行低级别的比赛。1999年，他返回克拉约瓦，期间又在佩罗格雷苏尔、耶路撒冷比达、AEL利马斯素等球队短暂效力。2004/2005赛季，克拉约瓦队从罗马尼亚足球甲级联赛降级，帕普拉决定离开球队。
2005年6月30日，帕普拉经过短期试训后，加盟中国足球甲级联赛联赛球队长春亚泰。帕普拉在长春的首次亮相就取得进球，帮助球队2比0击败大连长波。帕普拉在2005赛季出场12次打进2球，为长春亚泰获得联赛冠军立下奇功。2006赛季，帕普拉加盟另一支立志冲超的中甲球队广州医药，虽然他的表现依然稳健，但广州队只获得联赛第三名。
在2007年的冬季转会中，帕普拉回到罗马尼亚，加盟深陷降级区的在佩罗格雷苏尔，但未能帮助球队保级，随后他宣布结束自己的职业足球生涯。

## 国家队生涯
帕普拉代表罗马尼亚国家队参加过12场比赛。他第一次代表国家队出场实在1994年2月13日和美国的比赛。而在1994年世界杯足球赛中，他总共出场两次。